# کشتن (فیلم ۲۰۱۸)
کشتن (انگلیسی: Killing) فیلمی به کارگردانی شینیا تسوکاموتو است که در سال ۲۰۱۸ منتشر شد.

## داستان
در قرن ۱۹ میلادی، زمانی که سامورایی‌ها توانسته بودند حدود ۲۵۰ سال صلح و دوستی را در میان ملت خود برقرار کنند، مذاکره با آمریکایی‌ها باعث نواختن طبل جنگ می‌شود و نبردهای خونینی اتفاق می‌افتد...